# Werner Wolff (Dirigent)
Werner Wolff (geboren 7. Oktober 1883 in Berlin; gestorben 25. November 1961 in Rüschlikon, Schweiz) war ein deutscher Dirigent und Schriftsteller.

## Leben
Werner Wolff wurde 1883 als Sohn des Berliner Konzertagenten Hermann Wolff geboren. Er war bis 1928 zusammen mit seiner Ehefrau Emmy Land (1889–1955) an der Hamburger Oper tätig. 1938 flüchtete er in die USA, wo er in Chattanooga, Tennessee eine Oper gründete. Wolff betätigte sich auch als Schriftsteller, so schrieb er ein Buch über Anton Bruckner: Anton Bruckner – Genie und Einfalt. Atlantis-Verlag, Zürich, 1948 (Neufassung von Anton Bruckner – Rustic Genius. E. P. Dutton, New York, 1942).